# Move of Ten
Move of Ten — мініальбом британського дуету електронної музики Autechre, анонсований 25 травня 2010 року і випущений лейблом Warp Records у червні-липні 2010 року, всього за кілька місяців після Oversteps, десятого альбому Autechre. Move of Ten має упаковку і обкладинку від студії The Designers Republic, і був випущений у форматах mp3, а також 16- і 24-біт WAV 14 червня 2010 року в онлайн-магазині bleep.com. Реліз на CD і двох (окремих) 12-дюймових платівках відбувся 12 липня.
Як і кілька інших релізів Autechre, Move of Ten класифікується групою як мініальбом, незважаючи на те, що він достатньо довгий, і може кваліфікуватись як LP. У схвальній рецензії Pitchfork описав Move of Ten як "бітове доповнення до дабстепової атмосфери Oversteps і як «найпотужніший запис Autechre за останній час».

## Трек-лист
| #     | Назва                                    | Тривалість |
| ----- | ---------------------------------------- | ---------- |
| 1.    | «Etchogon-S»                             | 4:54       |
| 2.    | «y7»                                     | 5:09       |
| 3.    | «pce freeze 2.8i»                        | 5:13       |
| 4.    | «rew(1)»                                 | 6:18       |
| 5.    | «nth Dafuseder.b»                        | 5:18       |
| 6.    | «iris was a pupil»                       | 3:40       |
| 7.    | «no border»                              | 3:31       |
| 8.    | «M62»                                    | 6:09       |
| 9.    | «ylm0»                                   | 3:29       |
| 10.   | «Cep puiqMX»                             | 4:10       |
| 11.   | «ClnChr» (Бонус-трек японського видання) | 5:33       |
| 53:19 |                                          |            |